# 路易·尼古拉·达武
路易·尼古拉·达武（法語：Louis Nicolas d'Avout，發音：[lwi nikɔla davu]；1770年5月10日—1823年6月1日），法国军人和政治人物，第一帝国元帅。先后受封奥尔施泰特公爵（1st Duke of Auerstaedt）及埃克米爾亲王（1st Prince of Eckmühl）。富于韬略，军纪严苛，因而昵称铁帅（The Iron Marshal）。與馬塞納、蘇爾特並列為軍中三傑。

## 法國大革命戰爭
达武出生于勃艮地阿努的貴族家庭，祖上是悠久的軍人世家。15歲時就讀於巴黎一所軍事學院，與拿破崙就讀的軍事學院相同，但達烏入學時，拿破崙已於數周前畢業。1788年達武分派至於香檳行省的皇家騎兵團擔任軍官，次年法國大革命爆發，期間他因為對革命表達支持，而被解職並入獄數周。1790年復職並率領他的聯隊參加擁護大革命的起義。
1791年任中校营长，1793年3月於下溫登戰役，立下戰功。當時指揮萊茵軍團的迪穆里埃將軍立場傾向保王黨，意圖背叛國民公會政府並與奧軍談判，迪穆里埃試圖說服身為營長的達武跟隨他，但作為堅定的共和派，達武嚴詞拒絕了他，並與部下平息這場可能的叛亂，事後被提拔為准將。但恐怖統治時期的極端政策，具舊貴族身分的軍官不得於軍隊任職，達武因而被迫解職。
直到隔年，達武才以准将军衔在莱茵军团指挥一个骑兵旅(1794-1797年)，並指揮了一系列對奧地利的大膽進攻，受德赛将军讚賞，兩人也成為摯友。在德賽將軍的推荐之下，得以結識拿破仑，但當時拿破崙對他的第一印象不怎麼好，在他看來達武“冷漠、邋遢且笨拙”，拿破崙私底下還稱其為“該死的野蠻人”。但拿破崙還是選擇相信德賽的識人之明，達武於1798年加入埃及远征军。儘管達武於抵達開羅不久便染上痢疾，但他還是幫助拿破崙贏得攻取上埃及的一系列戰鬥，取得 第一次阿布基爾戰役 （页面存档备份，存于）在內的數場勝利，後他隨拿破崙返回法國。
1800年6月马伦哥战役後，拿破仑於7月3日提拔達武成為少将，受命指挥意大利军团的骑兵。1801年7月升任骑兵总监和近卫军指挥官。在拿破崙的牽線下，達武迎娶了拿破崙妹妹波利娜·波拿巴的小姑—愛梅·勒克雷爾(Aimée Leclerc)，二人的婚姻相當美滿。而達武也順勢成為拿破崙的心腹將領之一。

## 拿破崙戰爭
1803年達武於布魯日訓練軍隊，為準備入侵英國作準備，他對部下施以相當嚴苛的訓練，但同時也相當照顧士兵的福利，期間達武開除了許多不符合他要求的軍官。拿破仑登基后，1804年5月19日，达武以34歲之齡被晋升为帝國元帅，是最為年輕的元帥，同時身兼近卫军司令，指挥大軍團的第三军团。這個決定出乎人們的意料，因為達武在此之前尚未指揮過旅級以上的大部隊，其中他的摯友德賽、舅子勒克萊爾將軍的早逝可能也為他的仕途掃除了障礙。
1805年第三次反法同盟期間，在奧斯特利茨战役前夕，達武率第三军团2天內急行军70哩，於黎明前抵達戰場支援法軍偏弱的右翼，首当其冲面对反法同盟联军的攻击，成功抵擋聯軍的進攻，並為拿破崙奪取普拉欽高地爭取了寶貴時間，最后和其他法军夹击左翼联军，将其彻底击溃。
1806年第四次反法同盟期間，在對普鲁士的戰爭中，拿破崙於耶拿戰役誤以為擊敗普軍主力，期間达武奉命切斷普軍退路，卻於距耶拿附近10哩的奥尔施泰特遭遇普軍真正的主力，在貝爾納多特的第一軍未能趕來支援情況下，達武遂沉著應戰，第三軍團僅兩萬六千人，面對有著六萬三千人普魯士主力軍，顯得寡不敵眾，但達武靈活調動部隊，使拘泥於線式戰術的普軍損失慘重，達武遂於奥尔施泰特战役击败普魯士主力军，普軍司令布伦瑞克受重伤戰死。達武率領的第三軍團獲得率先進入柏林的殊榮。历史学家弗朗索瓦-乌尔图勒写道： "在耶拿，拿破仑赢得了輸不了的戰役。在奥尔施塔特，达武赢得了贏不了的戰役"。
次年達武於埃勞戰役（Eylau, 1807）戰役中同樣有著出色表現，面對俄軍的猛烈進攻，他的部隊曾試圖向後撤退，達武為鼓舞士氣說道:“懦夫將死於西伯利亞，唯有勇者能光榮戰死沙場!”成功穩住軍心，並迫使俄軍於該晚撤退。1807年7月达武被封为华沙大公国军政总督，由于他对波兰人的重税和镇压，人民对他很仇视，1808年3月拿破仑封他为奥尔施塔特公爵。次年參與埃克米爾戰役（Eckmühl, 1809）和瓦格拉姆（Wagram, 1809）諸戰役，屢建奇功。1809年達武於埃克米爾戰役中險些被奧軍包圍，最終殺出包圍並成功與主力會合。8月15日達武被拿破仑封为埃克米爾亲王。儘管戰功彪炳，但達武不是一個受歡迎的人，其他元帥常被達武的優越感及率直的性格惹怒。
1812年拿破仑入侵俄罗斯，达武任易北河第一军团指挥官，在战争失败撤退时未能及时救援内伊元帅被撤职。1813年重新担任第一军团军长，后改任第十三军团军长，1814年拿破仑皇帝退位后引退。

## 波旁復辟與百日王朝
在拿破仑百日統治期間，他是少數願意迎接拿破崙歸來的元帥，3月20日-7月8日他出任陸軍大臣兼巴黎防卫总司令（6月21-7月8日），他对拿破仑忠心耿耿，波旁王朝复辟后，他要求联军不追究皇帝以及追随他的将领们，但路易十八并未遵守诺言，达武被剥夺贵族称号，监管流放至卢维耶。1819年3月，由于乌迪诺元帅求情，他被恢复贵族称号。
在1822年达武当选埃松省奧爾日河畔萨维尼市市长，为期一年。他的儿子路易-拿破仑也是市长，从1843年至1846年。市中一个主要广场以他命名，1823年6月1日达武在巴黎病逝。